# Поле Бродмана 44
Поле Бродмана 44, або BA44 - частина лобової кори в головному мозку людини. Розташоване спереду від премоторної кори (поля Бродмана 6) а на боковій поверхні — нижче поля Бродмана 9.
Поле 44 — цитоархітектонічно визначений підрозділ лобової частки в корі головного мозку. У людини вона приблизно відповідає частини нижньої лобової звивини яку називають «оперкулярною» (ділянка великої кори, яка покриває острівцеву кору згори й утворює кришечку (лат. operculum або Pars opercularis)). Таким чином, поле обмежене каудально нижньою прецентральною борозною і рострально передньою висхідною гілкою латеральної борозни. Поле 44 оточує діагональні борозни. В глибині латеральної борозни межує з острівцевою корою. Цитоархітектонічно поле обмежене каудально і дорзально  полем Бродмана 6, дорзально полем Бродмана 9 і рострально полем Бродмана 45 (Бродман-1909).

## Функції
Разом лівопівкульне поле Бродмана 45, та лівопівкульне поле 44 містять Центр Брока й беруть участь у виконанні семантичних завдань. Деякі дані свідчать про те, що BA44 більше бере участь у фонологічній та синтаксичній обробці. А деякі недавні результати також показують і залученість цієї ділянки до музичного сприйняття.
Останні нейровізуалізаційні дослідження показують участь BA44  у вибірковому пригніченні в тестах на прийняття ствердного рішення (англ. go/no-go tasks)  і, отже, як вважають, грає важливу роль в боротьбі з афективними станами, зокрема, амбівалентністю.
Нейровізуалізаційні дослідження демонструють, що поле 44 пов'язане і з рухами рук
.

## Зображення

Анімація.
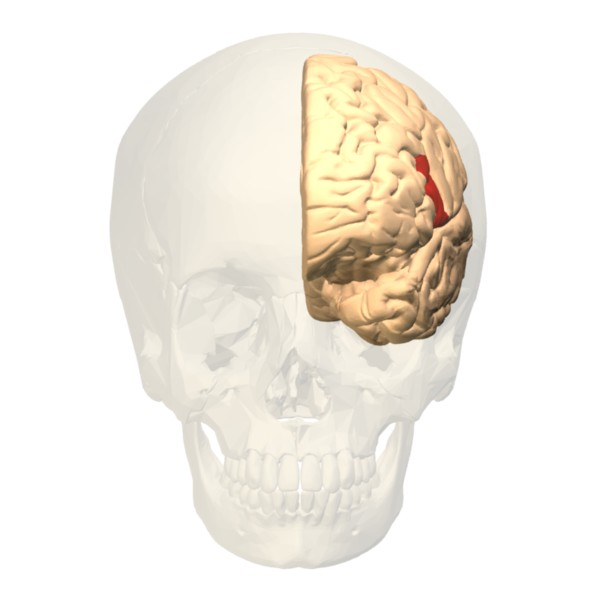
Вид спереду.
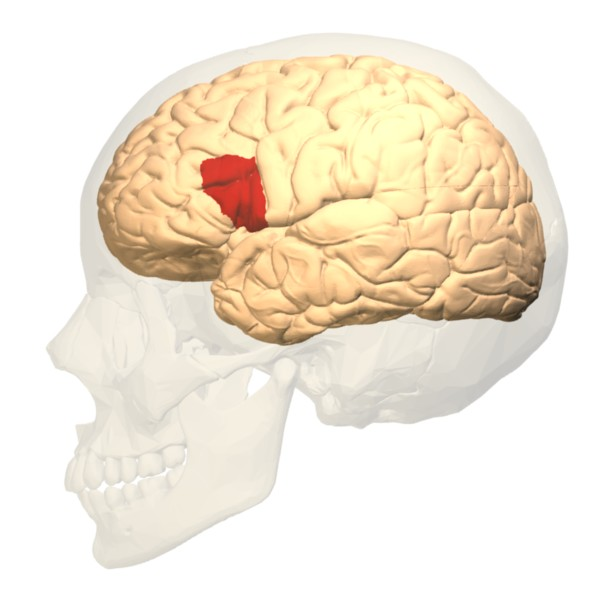
Бічний вигляд.